# 萊克辛頓鎮區 (印地安納州斯科特縣)
萊克辛頓鎮區（英語：Lexington Township）是位於美國印地安納州斯科特縣的一個行政鎮區。

## 地方資料
根據2010年美國人口普查的數據，萊克辛頓鎮區的面積為129.70平方千米，當中陸地面積為128.40平方千米，而水域面積為1.30平方千米。當地共有人口6633人，而人口密度為每平方千米51.14人。